# Colle di Valle Stretta
Il Colle della Valle Stretta (2.446 m s.l.m. - Col de la vallée Étroite) è un valico alpino delle Alpi Cozie situato tra i dipartimenti francesi delle Alte Alpi e della Savoia.

## Caratteristiche

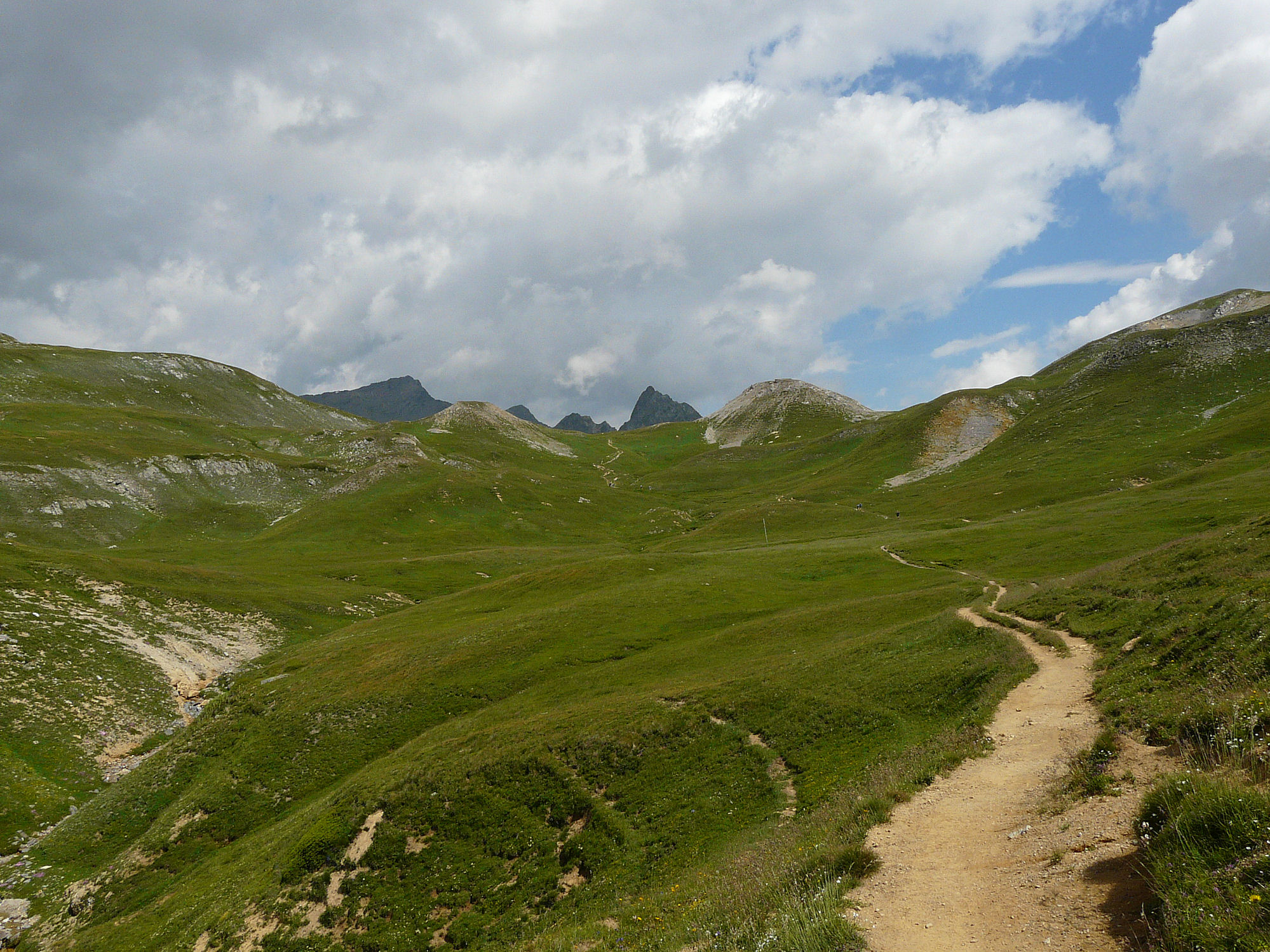
La salita al colle dal versante della Valle Stretta.

Il colle si trova tra la Valle Stretta ed il vallone che passando per la stazione invernale di Valfréjus scende a Modane. Secondo la classificazione orografica SOIUSA il colle separa il gruppo alpino della Rocca Bernauda da quello del Monte Tabor.

## Storia
Fino al 1947 il colle segnava il confine tra l'Italia e la Francia. Con il passaggio della Valle Stretta alla Francia anche il colle è rimasto del tutto in territorio francese.

## Punti di appoggio
Non lontano dal colle si trova il Rifugio del Monte Thabor.

## Escursionismo
Per il colle passano l'itinerario escursionistico di Grande Randonnée GR5 (che collega Hoek van Holland, sul Mare del Nord, con Nizza, sul Mediterraneo) e il GR57 - Tour du Mont Thabor.